# Бранденбергер, Эрих
Эрих Бранденбергер (нем. Erich Brandenberger; 15 июля 1892 — 21 июня 1955) — немецкий офицер, участник Первой и Второй мировых войн, генерал танковых войск, кавалер Рыцарского креста с Дубовыми листьями.

## Начало военной карьеры
В августе 1911 года поступил на военную службу, фанен-юнкером (кандидат в офицеры), в 6-й Баварский артиллерийский полк. С октября 1913 года — лейтенант.

## Первая мировая война
С начала войны — на Западном фронте, на штабных должностях уровня батальон, полк. С января 1917 года — старший лейтенант. С декабря 1917 года — командир батареи, с августа 1918 года — командир артиллерийского батальона. За время войны награждён Железными крестами обеих степеней и ещё двумя орденами.

## Между мировыми войнами
Продолжил службу в рейхсвере. К началу Второй мировой войны — начальник штаба 23-го армейского корпуса (на западной границе Германии), полковник.

## Вторая мировая война
В мае — июне 1940 года участвовал во Французской кампании. С августа 1940 года — генерал-майор.
С февраля 1941 года — командир 8-й танковой дивизии. В апреле 1941 года участвовал в захвате Югославии.
С 22 июня 1941 года — участвовал в германо-советской войне. Бои (в составе группы армий «Север») в Прибалтике. В июле 1941 года награждён Рыцарским крестом (№ 357). Затем бои на Ленинградском направлении. С августа 1942 — генерал-лейтенант.
В январе-марте 1943 — командующий 59-м армейским корпусом (в районе Великих Лук). С мая 1943 года — командующий 29-м армейским корпусом (на Украине). Бои в районе Кривого Рога, затем на Днепре. С августа 1943 года — в звании генерал танковых войск. В ноябре 1943 года награждён Дубовыми листьями (№ 324) к Рыцарскому кресту.
С сентября 1944 года — командующий 7-й армией (на Западном фронте).
С марта 1945 года — командующий 19-й армией. 6 мая 1945 года взят в американский плен. Отпущен из плена в 1948 году.

## Награды
- Железный крест 2-го класса (21 октября 1914) (Королевство Пруссия)
- Железный крест 1-го класса (7 сентября 1916)
- Орден «За военные заслуги» 4-го класса с короной и мечами (Королевство Бавария)
- Нагрудный знак «За ранение» (1918) чёрный (Германская империя)
- Почётный крест Первой мировой войны 1914/1918 с мечами (1934)
- Медаль «В память 13 марта 1938 года»
- Медаль «За сооружение Атлантического вала» (22 ноября 1940)
- Пряжка к Железному кресту 2-го класса (24 декабря 1939)
- Пряжка к Железному кресту 1-го класса (15 мая 1940)
- Медаль «За зимнюю кампанию на Востоке 1941/42» (1942)
- Рыцарский крест Железного креста с дубовыми листьями
  - рыцарский крест (15 июля 1941)
  - дубовые листья (№ 324) (12 ноября 1943)
- Упоминание в Вермахтберихт (18 февраля 1944)